# Nicolás de los Ríos
Nicolás de los Ríos (Toledo, ¿?-Madrid, 29 de marzo de 1610), empresario teatral, actor y autor español del Siglo de Oro.
Es mencionado en El viaje entretenido de Agustín de Rojas Villandrando, escritor que estuvo en su compañía, como uno de los empresarios que perfeccionaron la representación de las comedias; allí dice que "yo tengo más de treinta años de comedia"; de carácter algo indisciplinado, tuvo dificultades con la justicia en 1583 "por varios excesos"; en 1586 ya tenía su propia compañía junto con Andrés de Vargas, y esta fue una de las ocho autorizadas en 1603 (junto con las de otros directores famosos como Gaspar de Porras o Baltasar de Pinedo). En 1601 le prohibieron que representase en Valladolid.
También Lope de Vega mencionó en El peregrino en su patria al "famoso Ríos", que representó su comedia La bella malmaridada. Ríos escribió también algunas piezas teatrales: en junio de 1602 estaba en Valladolid representando Las danzas de las aldeas y el auto sacramental El registro, que escribió en colaboración con el también empresario Antonio de Villegas, obras por las cuales fue premiado. Nicolás de los Ríos es uno de los personajes de Ñaque, pieza de Sanchís Sinisterra.
Entre 1602 y 1605 es probable que trabajara con él el matrimonio formado por Pedro de Valdés y Jerónima de Burgos.